# Die Inflation nicht beschleunigende Arbeitslosenquote
In der Volkswirtschaftslehre bezeichnet der Term Die Inflation nicht beschleunigende Arbeitslosenquote, auch inflationsstabile Arbeitslosenquote oder inflationsneutrale Arbeitslosenquote (englisch Non Accelerating Inflation Rate of Unemployment, kurz NAIRU) genannt, diejenige Arbeitslosenquote, die sich bei konstanter Inflationsrate auf Dauer einstellt.

## Konzept der NAIRU
Dem Konzept der NAIRU zufolge sinkt die Arbeitslosenquote vorübergehend, wenn sich die Inflation beschleunigt. Der Grund besteht darin, dass eine zunehmende Inflation den Reallohn und damit die Arbeitskosten senkt und die Unternehmer mehr Arbeitskräfte einstellen. Umgekehrt erhöht eine verlangsamte Inflation die Arbeitslosigkeit. Beide Effekte beruhen darauf, dass Nominallöhne im Allgemeinen für längere Zeit vertraglich festgelegt sind. Im Grenzfall einer konstanten Inflationsrate stimmt die Arbeitslosenquote mit ihrem natürlichen Wert überein.
Unterstellt man adaptive Inflationserwartungen, entsprechen die Inflationserwartungen der tatsächlichen Inflationsrate, wenn diese stabil bleibt. Bei beschleunigter Inflation wird die Inflationsrate hingegen unterschätzt und bei verlangsamter Inflation überschätzt. Unter dieser Voraussetzung wird die NAIRU durch eine modifizierte Phillipskurve beschrieben:
{\displaystyle \pi =\pi ^{e}-a(U-U^{*}).}
In dieser Formel repräsentiert {\displaystyle \pi } die Inflationsrate, {\displaystyle \pi ^{e}} die erwartete Inflationsrate, {\displaystyle a} einen positiver Parameter, {\displaystyle U} die tatsächliche Arbeitslosenquote und {\displaystyle U^{*}} die NAIRU bzw. die natürliche Arbeitslosenquote, die bei adaptiven Erwartungen mit der NAIRU identisch ist. Die tatsächliche Arbeitslosenquote stimmt mit der NAIRU überein, wenn die Inflationserwartungen erfüllt werden.
In der Literatur gibt es zwei Interpretationen der obigen Formel: Erstens kann die Arbeitslosenquote durch eine Beschleunigung der Inflation gesenkt werden. Zweitens entstehen Inflationsgefahren, wenn die Arbeitslosenquote unter die NAIRU sinkt, weil in diesem Fall Lohnerhöhungen folgen, die von den Unternehmen über steigende Preise weitergegeben werden.